# Торстен Вустліх
Торстен Вустліх (нім. Torsten Wustlich; *2 лютого 1977, м. Аннаберг Бухгольц, Німеччина) — німецький саночник, який виступає в санному спорті на професійному рівні з 1995 року. Титулований ветеран команди, дебютував у національній команді, як учасник зимових Олімпійських ігор в 2006 році, здобувши срібні нагороди, а в 2010 році у Ванкувері посів 5 місце в парному розряді. Входить до числа 10 найкращих саночників світу, а в парному розряді виступає разом з саночником Андре Флоршютцом з 1998 року.